# Stazione di Nagahara (Tokyo)
La stazione di Nagahara (長原駅?, Nagahara-eki) è una stazione ferroviaria di Tokyo che si trova a Ōta ed è servita dalla linea ● Ikegami delle Ferrovie Tōkyū.

## Linee
Tōkyū Corporation
● Linea Tōkyū Ikegami

## Struttura
La stazione, interrata, è costituita da due binari passanti con due marciapiedi laterali. La stazione fino al 1972 era di superficie, prima di essere resa sotterranea.
| 1 | ● Linea Tōkyū Ikegami |  | per Yukigaya-Ōtsuka, Ikegami e Kamata |
| 2 | ● Linea Tōkyū Ikegami |  | per Hatanodai e Gotanda               |

## Stazioni adiacenti
| «                   | Servizio            | »                   |
| Linea Tōkyū Ikegami | Linea Tōkyū Ikegami | Linea Tōkyū Ikegami |
| ------------------- | ------------------- | ------------------- |
| Hatanodai           | Locale              | Senzoku-Ike         |